# Пинето
Пинето (итал. Pineto) — город в Италии, расположен в регионе Абруццо, подчиняется административному центру Терамо.
Население составляет 13 497 человек (на 2004 год), плотность населения составляет 353 чел./км². Занимает площадь 37,69 км². Почтовый индекс — 64025. Телефонный код — 085.
Покровительницей коммуны почитается Агнесса Римская. День города ежегодно празднуется 21 января.

## Топоним
Название города произошло от пейзажей роскошных сосновых аллей, которые простираются вдоль моря более чем на 4 километра.

## Туризм

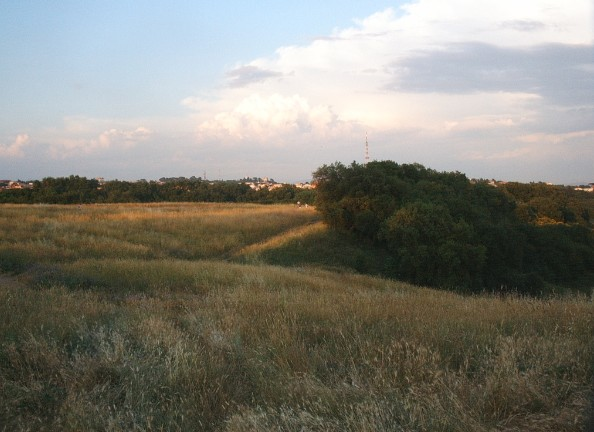
Парк

Пинето известен как один из «Семи сестёр» (Sette Sorelle) среди семи пляжей отдыха (Martinsicuro, Alba Adriatico, Tortoreto, Giulianova, Roseto degli Abruzzo, Pineto, Silvi Marina) на Адриатическом побережье в провинции Терамо. Пинето присуждён «синий флаг» от Foundation for Environmental Education за чистые воды.
Местная историческая достопримечательность — башня Черрано возвышается в 2 км от центра города. Она построена в XVI веке императором Священной Римской империи Карлом V как надзорная башня для оповещения о наступлении турецких и иных враждебных войск со стороны современной Хорватии. Сегодня в башне размещается современная морская лаборатория.
В этом городе сосны растут буквально в нескольких метрах от моря. Эта знаменитая сосновая роща была основана в 1920 году богатым аристократом Луиджи Коррадо Фильани.
На улице д’Анунцио сохранились здания в неоклассическом стиле (вилла Маручи, вилла Преторали, вилла Качианини) и вилла Падула в венецианском стиле.

## Города-побратимы
- Островец-Свентокшиский, Польша
- Дрокия, Молдова
- Разлог, Болгария (с 2016)
- Шибеник, Хорватия (с 2016)